# Ottavia (Alfieri)
Ottavia è una tragedia di Vittorio Alfieri, pubblicata per la prima volta nel 1783, ispirata alla tragedia di Seneca Octavia, generalmente considerata spuria.
Ideata il 18 agosto 1779, stesa in prosa dal 5 al 13 luglio del 1780, venne versificata due volte. La prima edizione tra il 23 dicembre 1780 ed il 15 marzo 1781, la seconda volta tra il 27 marzo al 6 maggio 1782.
Venne pubblicata a Siena per la prima volta nel 1783 ed in seguito a Parigi nel 1788.

## Personaggi
- Nerone, imperatore romano.
- Ottavia, figlia dell'imperatore Claudio, moglie di Nerone (53 d.C.) per volontà di Agrippina.
- Poppea, divenne moglie di Nerone dopo il ripudio di Ottavia; era stata sposata con Marco Salvio Ottone, nominato da Nerone governatore della Lusitania, per poterlo allontanare da Poppea.
- Seneca
- Tigellino

## Trama
Agrippina, la madre di Nerone, scelse Seneca, il celebre filosofo, come precettore per il figlio; probabilmente Seneca incoraggiò il giovane Nerone in molti dei suoi eccessi, e certamente non esercitò la sua autorità in modo da impedirgli di diventare il crudele tiranno conosciuto dalla storia.
Agrippina sposò l'imperatore Claudio (di cui più tardi fu sospettata di avere causato la morte), e fece in modo, per assicurare al figlio il titolo e la successione ad imperatore, che Claudio scegliesse Nerone come proprio erede e gli desse in moglie la figlia Ottavia, di carattere nobile e delicato. Ottavia venne poi ripudiata dal marito, che la accusò ingiustamente di adulterio, per potere così sposare l'ambiziosa Poppea. Nonostante la sua innocenza, Ottavia finì per uccidersi.
I personaggi della tragedia sono Nerone e le sue due mogli, Seneca e Tigellino, vile servitore dell'imperatore.

### Atto I
La scena di apertura, tra Nerone e Seneca, nella quale il primo, senza darne giustificazione, informa il suo amico e antico precettore dell'intenzione di richiamare Ottavia dall'esilio, illustra efficacemente l'iniquità del carattere dell'imperatore.
Successivamente, Nerone comunica anche a Poppea, che ne viene intimorita, dell'imminente ritorno di Ottavia, a causa della solidarietà che ella sta suscitando tra la popolazione nel suo esilio.

### Atto II
Poppea, rimasta sola con Tigellino, gli esprime la propria apprensione per l'arrivo di Ottavia, poiché teme che il favore di Nerone possa nuovamente rivolgersi a lei. Tigellino le promette di usare la propria influenza contro Ottavia.
Quando Tigellino incontra Nerone, questi lo informa che intende mettere a morte Ottavia quando sarà giunta. Tigellino teme una rivolta popolare, ma assicura a Nerone che Ottavia lo ha tradito con uno schiavo di nome Eucero: si dice pronto a dimostrarne la colpevolezza, affinché la popolazione possa accettarne la condanna senza proteste.
Quindi avviene l'incontro tra Nerone e Ottavia, in cui l'imperatore accusa la donna del presunto crimine. Ottavia è disperata, e invoca la morte come unico mezzo di consolazione.

### Atto III
Ottavia si lamenta con Seneca del proprio duro destino, e gli confessa di amare ancora Nerone e di essere amareggiata per essere stata soppiantata da Poppea. Seneca le risponde che forse sarà il popolo a salvarla: si odono in distanza le grida della plebe in suo favore.
Entra Nerone, seguito da Tigellino, che gli dice che la popolazione continua a chiedere l'esilio o la morte di Poppea e il ritorno al trono di Ottavia, e ha sopraffatto le truppe di Nerone. Ottavia implora l'imperatore di ucciderla e di salvarsi cercando di guadagnare tempo con la folla, ma Nerone invia Tigellino al campo, con l'ordine di radunare i pretoriani e fermare i rivoltosi.
L'atto si conclude con uno sdegnato litigio, alla presenza di Nerone, tra Poppea ed Ottavia, al cui termine l'imperatore conferma cupamente a Ottavia che dovrà morire («Avanzo di morte sei, per breve tempo. Omai del tuo perire, incerto è solo il modo»).

### Atto IV
Seneca dice a Poppea che la morte di Ottavia rischia di trasformarsi in una rovina per lei stessa, poiché Nerone, vedendo il popolo in tumulto,  potrebbe un giorno decidere di eliminare anche lei.
All'arrivo di Nerone, Seneca riesce a trovare il coraggio per rivolgersi con audacia all'imperatore, ammonendolo che l'uccisione di Ottavia gli si potrebbe rivolgere contro («tutto sovra il tuo capo tornerà il suo sangue»), e minacciando di rivelare a tutti le malefatte di cui è a conoscenza. Nerone è preso da un violento accesso di rabbia. Poppea, dopo che Seneca è partito, si offre di rinunciare al suo posto sul trono, ma Nerone le giura che non verranno mai separati.
Rientra Tigellino, annunciando che i pretoriani si stanno schierando e sono pronti a combattere.

### Atto V
Dopo un triste monologo di Ottavia, ella viene raggiunta da Seneca, il quale le comunica che tutti i testimoni chiamati per avvalorare le accuse contro di lei, compreso lo stesso Eucero, hanno negato il presunto crimine, benché sottoposti a crudeli torture e messi a morte.
Ma giunge Tigellino, e annuncia che contro di lei vi sono nuove accuse di istigazione alla ribellione. Disperata, Ottavia chiede a Seneca di darle il veleno che, come ella sa, il filosofo porta sempre con sé, nascosto in un anello. Egli resiste, ma la donna afferra l'anello e inala la polvere mortale.
Nerone, accompagnato da Poppea, giunge in tempo per assistere alla morte di Ottavia, poi proclama la prossima morte di Seneca. Quest'ultimo, rimasto solo, annuncia che intende prevenire le intenzioni di Nerone:

## Edizioni
- Vittorio Alfieri, Tragedie, Sansoni 1985